# 湯氏暗哲水蚤
湯氏暗哲水蚤（学名：Scottocalanus thomasi）为厚殼水蚤科暗哲水蚤屬下的一个种。